# EE Cephei
EE Cephei è un sistema stellare binario che per l'allineamento periodico delle due componenti con il sistema solare ogni 5,6 anni dà luogo a una eclissi della principale da parte di un'oscura compagna, che causa la diminuzione della luminosità di 1,4 magnitudini. Si ritiene che questa binaria a eclisse appartenga all'associazione stellare di tipo OB Cep OB1 e che di conseguenza sia alla sua stessa distanza dal sistema solare, ossia 2,75 kpc, pari a circa 8.970 a.l.. Il sistema stellare è molto giovane.

## Composizione del sistema
Il sistema è composto da una stella principale di tipo Stella Be, probabilmente una Stella Ae/Be di Herbig, e da una seconda stella, che non è mai stata osservata e di cui non si conosce né il tipo e né le caratteristiche fisiche. Intorno alla secondaria orbita un sistema di anelli di polvere, che non formano un disco continuo:
- Stella principale: la stella principale del sistema è una gigante Be di tipo spettrale B5II—III. La sua temperatura superficiale media è di 14 300 K, ha un raggio di 10 volte il raggio solare e una magnitudine assoluta di ≈ −3,1. La sua velocità di rotazione è di ≈350 km/s: questa velocità di rotazione comporta una differenza di 5-6.000 K tra l'equatore e i poli, causata dallo schiacciamento della stella che avvicina i poli al nucleo e ne allontana la zona equatoriale. La sua massa dovrebbe essere compresa tra 4,5 e 14 masse solari[3][4].
- Stella secondaria: non si è mai riusciti ad osservarla direttamente; dovrebbe trattarsi di una stella di bassa luminosità, con un raggio di ≈10 raggi solari, quindi di dimensioni analoghe a quelle della stella primaria e con una temperatura superficiale non superiore a 3500 K, forse di classe M[3][2].
- Sistema di anelli: al contrario di molte altre stelle con dischi protoplanetari, attorno alla stella secondaria di questo sistema stellare orbitano almeno due anelli concentrici separati da una divisione[4]: le osservazioni compiute durante le ultime eclissi fanno pensare a un sistema costituito da un maggior numero di anelli la cui origine sarebbe dovuta alla presenza di pianeti in formazione o già costituiti[5][6]. Questo sistema ha un raggio esterno stimato in ≈15-25 raggi solari, un piccolo spessore e una cospicua eccentricità[3]. La precessione completa del sistema di anelli è stata stimata dell'ordine di poco più di 60 anni, pari a circa 11-12 orbite e di conseguenza, poiché ad ogni orbita avviene un'eclissi, con l'eclissi dell'agosto 2014 è stato osservato un intero ciclo di precessione del sistema stellare: la precessione del sistema degli anelli spiega le differenze di luminosità osservate nelle eclissi. Poiché è stato osservato un intero ciclo di precessione ci si aspetta che ognuna delle prossime eclissi ricalchi approssimativamente l'eclissi corrispondente del ciclo precedente[6][7]. Il sistema degli anelli ha un diametro esterno di 370 raggi solari, pari a circa 257 milioni di km [8].

## Caratteristiche delle eclissi
Ad oggi sono state osservate dodici eclissi e si sta cercando di effettuare misure fotometriche dalle immagini riprese dall'inizio del Novecento per ottenere dati sulle precedenti eclissi.
- periodicità: la geometria del sistema delle stelle e degli anelli e la sua posizione dal punto di vista della Terra dà luogo ad un'eclissi ogni 2049/2050 giorni, pari a circa 5,6 anni[3][9].
- durata: la durata delle eclissi va da 25[10] a 90 giorni circa. La durata delle eclissi varia secondo una sequenza ripetitiva: partendo arbitrariamente da una eclissi corta le successive saranno sempre più lunghe per poi cominciare a diminuire fino a raggiungere nuovamente il minimo di durata e ricominciare nuovamente l'intero ciclo. Questo ciclo deriva dalla precessione del disco che non essendo un multiplo esatto del periodo di ricorrenza delle eclissi fa sì che le eclissi di ogni ciclo non siano rigorosamente uguali a quelle dei cicli precedenti o seguenti ma seguano un ideale grafico con una curva periodica che indica secondo il tempo in cui avviene la centralità dell'eclissi la durata dell'eclissi stessa.
- variazione di luminosità: fuori dell'eclissi il sistema ha le seguenti magnitudini: banda I 10,2, banda R 10,3, banda V 10,78, banda B 11,1, banda U 10,88[3]. L'eclissi comporta la diminuzione della luminosità da 0,5 a 2,0 magnitudini nella banda V. La diminuzione di luminosità è maggiore verso le lunghezze d'onda minori (ultravioletto, blu) e minore verso le lunghezze d'onda maggiori (rosso, infrarosso)[6]. La variazione di luminosità è correlata inversamente alla durata dell'eclissi[11].

## Sistemi analoghi
Attualmente sono conosciuti solo pochi altri sistemi stellari in cui hanno luogo eclissi causate da dischi di polvere attorno alle rispettive stelle secondarie:
- Epsilon Aurigae, periodo 9892 giorni (27,1 anni)
- M2-29, periodo 18 anni[12][13][14]
- OGLE-LMC-ECL-11893, periodo 468 giorni[15]
- KH15D, periodo 48,34 giorni[16][17]
- OGLE-LMC-ECL-17782, periodo 13,3 giorni[18]
- 1SWASPJ140747.93394542.6, periodo 10/30 anni ?[6]

## Storia delle osservazioni
La scoperta che questo sistema stellare dà luogo ad eclissi risale al 1952 dall'astronomo italiano Giuliano Romano osservando l'eclissi di quell'anno; la scoperta fu resa pubblica solo nel 1956, immediatamente fu confermata da un altro astronomo che pubblicò i dati relativi all'eclissi del 1947, precedente a quella del 1952. Da allora sono state osservate tutte le successive eclissi, prima sulla base di effemeridi approssimative poi sulla base di effemeridi più precise, che per le ultime eclissi hanno errori dell'ordine del giorno su oltre 2000 giorni di periodo. Durante le ultime tre eclissi (2003, 2009 e 2014) sono state organizzate campagne internazionali di osservazioni per comprendere meglio questo sistema stellare e spiegare alcune caratteristiche dell'eclissi non ancora comprese.
| Eclissi | Anno | giorno della centralità dell'eclissi | profondità dell'eclissi in magnitudini | durata      | Fonte             |
| -1      | 1947 |                                      |                                        |             | [ 6 ]             |
| 0       | 1952 |                                      | 1,9                                    | ≈ 40 giorni | [ 9 ]             |
| 1       | 1958 | luglio                               | ≈ 2                                    |             | [ 4 ] [ 9 ]       |
| 2       | 1964 |                                      | ≈ 2                                    |             | [ 6 ] [ 9 ]       |
| 3       | 1969 |                                      | 0,6-0,8                                | ≈ 60 giorni | [ 4 ] [ 9 ]       |
| 4       | 1975 | 8 maggio                             |                                        |             | [ 19 ]            |
| 5       | 1980 |                                      | ≈ 1,0                                  |             | [ 6 ] [ 20 ]      |
| 6       | 1986 |                                      |                                        |             | [ 6 ]             |
| 7       | 1992 |                                      | 0,6-0,8                                | ≈ 1 mese    | [ 4 ] [ 6 ] [ 9 ] |
| 8       | 1997 | ottobre/novembre                     |                                        |             | [ 3 ]             |
| 9       | 2003 | 3 giugno                             | 0,5-0,7                                | ≈ 44 giorni | [ 9 ] [ 21 ]      |
| 10      | 2009 | 14 gennaio                           |                                        | ≈ 90 giorni | [ 6 ] [ 22 ]      |
| 11      | 2014 | 24-25 agosto                         | 0,71 V                                 |             | [ 23 ] [ 24 ]     |
| 12      | 2020 | 31 marzo                             | ≈ 0,6 V                                | ≈ 42 giorni | [ 25 ]            |
| 13      | 2025 | ottobre/novembre (previsione)        |                                        |             | [ 26 ]            |